# Diocesi di Massimiana di Numidia
La diocesi di Massimiana di Numidia (in latino Dioecesis Maximianensis in Numidia) è una sede soppressa e sede titolare della Chiesa cattolica.

## Storia
Massimiana di Numidia, forse identificabile con le rovine di Mexmeia nell'odierna Algeria, è un'antica sede episcopale della provincia romana di Numidia.
Un solo vescovo è attribuibile con certezza a questa diocesi africana. Il nome di Donato, episcopus Maximianensis, appare al 119º posto nella lista dei vescovi della Numidia convocati a Cartagine dal re vandalo Unerico nel 484; Donato, come tutti gli altri vescovi cattolici africani, fu condannato all'esilio.
Morcelli e Toulotte assegnano a questa diocesi anche il vescovo Colombo, che fu destinatario di 8 lettere di Gregorio Magno tra il 592 e il 602. Tuttavia il papa si riferisce a lui sempre come "vescovo di Numidia" e mai come "vescovo di Massimiana". Altri autori assegnano questo vescovo, con le dovute cautele, alla diocesi di Nicives, dove un'iscrizione attesta l'esistenza di un vescovo Colombo sul finire del VI secolo.
Dal 1925 Massimiana di Numidia è annoverata tra le sedi vescovili titolari della Chiesa cattolica; dal 2 gennaio 1999 il vescovo titolare è Joseph Mugenyi Sabiiti, già vescovo ausiliare di Fort Portal.

## Cronotassi

### Vescovi residenti
- Donato † (menzionato nel 484)
- Colombo ? † (VII secolo)

### Vescovi titolari
- Gustave-Joseph Deswazières, M.E.P. † (18 febbraio 1928 - 11 aprile 1946 nominato vescovo di Beihai)
- Enrique María Dubuc Moreno † (17 novembre 1947 - 22 giugno 1962 deceduto)
- Ramón Munita Eyzaguirre † (23 aprile 1963 - 22 dicembre 1970 dimesso)
- Joseph Jean Marie Rozier † (10 maggio 1971 - 5 luglio 1975 succeduto vescovo di Poitiers)
- Emilio Benavent Escuín † (25 maggio 1977 - 7 marzo 1998 dimesso)
- Joseph Mugenyi Sabiiti, dal 2 gennaio 1999